# Ghiacciaio Boyana
Il Ghiacciaio Boyana (in lingua bulgara: Ледник Бояна, Lednik Bojana) è un ghiacciaio antartico che fa parte del Levski Ridge, nei Monti Tangra dell'Isola Livingston, nelle Isole Shetland Meridionali, in Antartide. È posto a sudest del Ghiacciaio Macy e a ovest-sudovest del Ghiacciaio Srebarna.
È delimitato a ovest da Vazov Rock, a nord da St. Naum Peak, Starosel Gate, Silistra Knoll e Kotel Gap, e a est da Christoff Cliff. 
Si estende per 3 km in direzione est-ovest e 1,6 km in direzione nord-sud. Fluisce in direzione sud nello Stretto di Bransfield tra Vazov Point e Aytos Point.
La denominazione è stata assegnata in riferimento all'antico villaggio di Bojana, ora inglobato nella città di Sofia, la capitale della Bulgaria.

## Localizzazione
Il punto centrale del ghiacciaio è posizionato alle coordinate 62°42′18″S 60°05′30″W. Rilevazione topografica bulgara nel corso della spedizione Tangra 2004/05 e mappatura nel 2005 e 2009.

## Mappe
- South Shetland Islands., su data.aad.gov.au. Scale 1:200000 topographic map. DOS 610 Sheet W 62 60. Tolworth, UK, 1968.
- Islas Livingston y Decepción. Mapa topográfico a escala 1:100000. Madrid: Servicio Geográfico del Ejército, 1991.
- S. Soccol, D. Gildea and J. Bath.  Livingston Island, Antarctica., su data.aad.gov.au. Scale 1:100000 satellite map. The Omega Foundation, USA, 2004.
- L.L. Ivanov et al., Antarctica: Livingston Island and Greenwich Island, South Shetland Islands (from English Strait to Morton Strait, with illustrations and ice – cover distribution), 1:100000 scale topographic map, Antarctic Place-names Commission of Bulgaria, Sofia, 2005
- L.L. Ivanov. Antarctica: Livingston Island and Greenwich, Robert, Snow and Smith Islands. Scale 1:120000 topographic map. Troyan: Manfred Wörner Foundation, 2010. ISBN 978-954-92032-9-5 (First edition 2009. ISBN 978-954-92032-6-4)
- Antarctic Digital Database (ADD)., su add.scar.org. Scale 1:250000 topographic map of Antarctica. Scientific Committee on Antarctic Research (SCAR), 1993–2016.